# Cursus

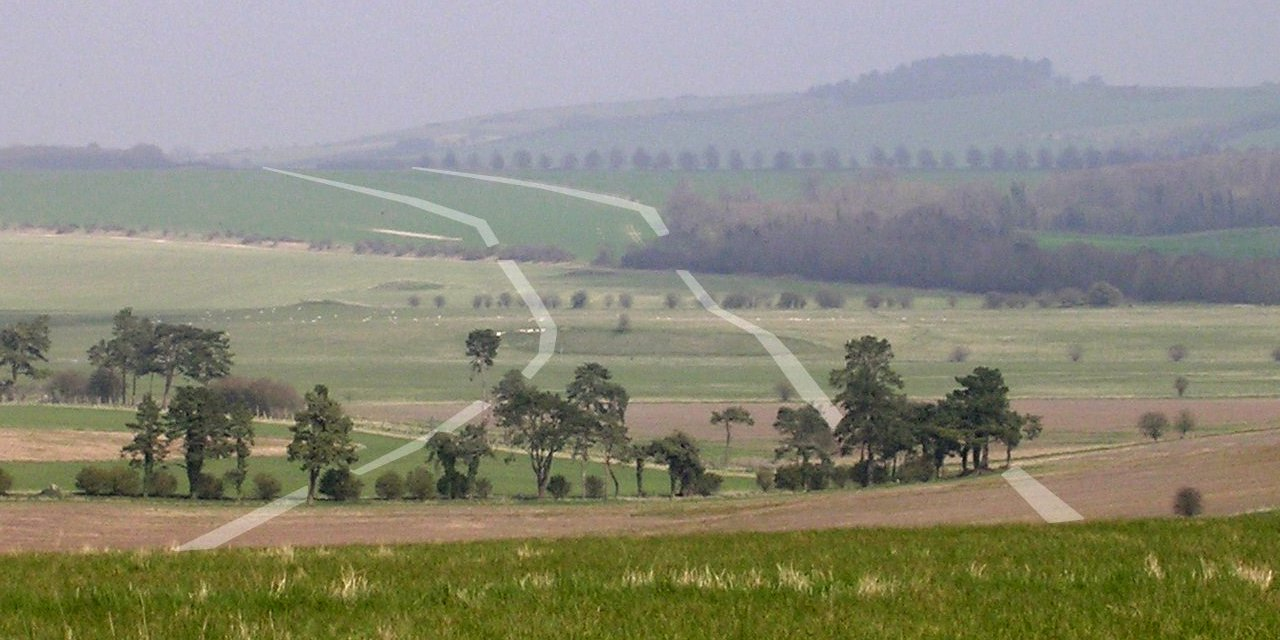
Part del traçat del cursus neolític de Dorset

Cursus va ser el nom donat pels primers arqueòlegs britànics, com William Stukeley, als grans monticles de terra paral·lels amb rases externes, que ells pensaven que eren antigues pistes romanes de carreres, d'on prové la seua denominació llatina cursus, que significa "carrera". Actualment es creu que són construccions neolítiques i representen algunes de les més antigues estructures monumentals prehistòriques de les Illes Britàniques, amb la possibilitat d'haver tingut una funció cerimonial.

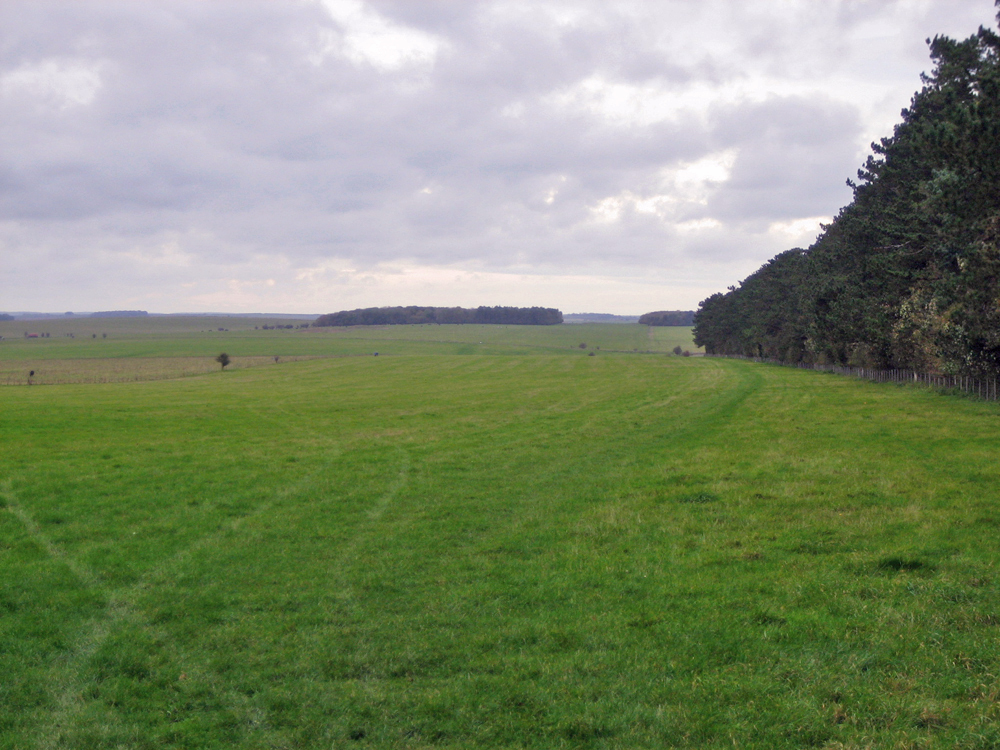
Cursus d'Stonehenge vist des de l'est.

## Descripció
Varien en longitud des de 50 metres a gairebé 10 quilòmetres i la distància entre els moviments de terra paral·lels pot ser de fins a 100 metres. Els bancs en els extrems terminals tanquen el cursus.
És estrany trobar elements de l'època i tradicionalment s'ha pensat que els cursus van ser utilitzats com a avingudes processionals. Sovint s'alineen respecte a la posició de túmuls allargats i túmuls de monticle preexistents i semblen ignorar les dificultats del terreny. El Cursus de Dorset, el millor exemple conegut, creua un riu i tres valls al llarg de la seva trajectòria a través de la meseta Cranborne Chase. Basant-se en conjectures s'ha afirmat que es van utilitzar en rituals relacionats amb el culte als avantpassats, que segueixen les alineacions astronòmiques o que van servir com a zones de amortiguament entre el mitjà i l'ocupació cerimonial. Estudis més recents han reevaluat la interpretació original i argumenten que en realitat eren utilitzats per a les competicions cerimonials. Les troballes de puntes de fletxes en els extrems terminals suggereixen que el tir amb arc i la caça eren importants per als constructors i que la durada del cursus pot haver reflectit el seu ús com a camp de proves per als joves que arribaven a l'edat adulta. Existeixen paral·lelismes antropològics per a aquesta interpretació.

## Principals exemples
Els exemples inclouen els quatre cursus en Rudston (Yorkshire), en Fornham All Saints (Suffolk), el Cleaven Dyke en Perthshire i el cursus de Dorset. Un exemple notable és també el cursus de Stonehenge, a la vista del cercle de pedra més famós.

## Identificació per fotografia aèria
Nombrosos exemples de cursus són coneguts gràcies a la disciplina de l'arqueologia aèria, que constitueix el mètode més eficaç per determinar tals característiques després de milers d'anys d'erosió i els danys pel cultiu de les terres. Alguns cursus només han estat identificats a través d'un primer albirament de cropmarks. Visibles amb el reconeixement aeri, per exemple, els cropmarks en el Castell de Fetteresso van ser el primer indici d'un cursus en aquest lloc en Aberdeenshire, Escòcia.